# 2-й Польовий провулок (Житомир)
2-й Польовий провулок — провулок у Корольовському районі Житомира.

## Розташування
Провулок розташований в Східному мікрорайоні, на теренах історичної місцевості Путятинка. Місцевість, де пролягає провулок також відома за неофіційною назвою Кавказ. Її також називали Горбом. У 1920 — 1950-х роках щодо даної місцевості вживалася офіційна назва — хутір Леніна. Провулок Г-подібний на плані. Бере початок від вулиці Вітрука, прямує на захід, повертає на південь та завершується у 5-му Польовому провулку.  

## Історія
Провулок виник у першій половині ХХ століття та разом із сусідніми провулками утворював систему провулків приміського хутора (у 1920 — 1930-х роках відомого як хутір Леніна Станишівської сільської ради Іванківського району). Провулок показаний на мапі 1942 року як такий, що з'єднував нинішні вулицю Вітрука та 3-й Польовий провулок. Провулок сформувався у 1950-х роках. Отримав чинну назву у 1957 — 1958 рр. До того моменту будівлі вздовж провулка мали адреси вулиця Польова.